# Mistrzostwa Europy w Lekkoatletyce 1962 – bieg na 800 m mężczyzn

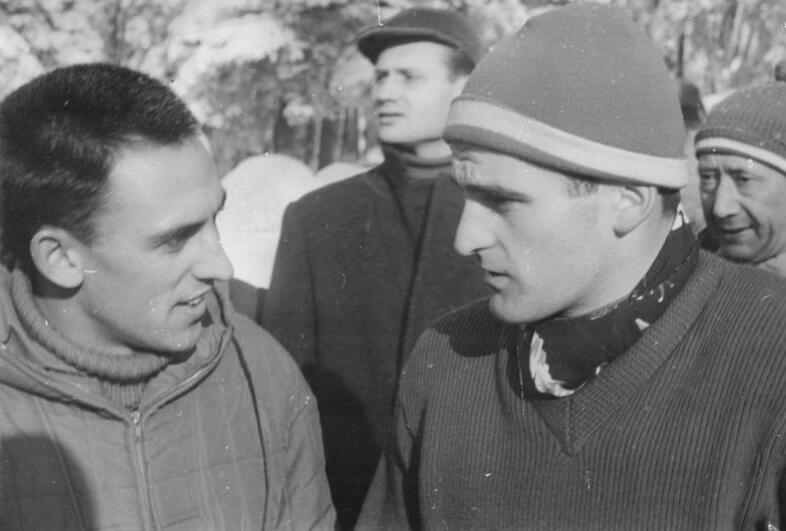
Manfred Matuschewski (z lewej)

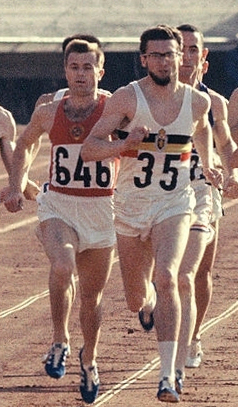
Walerij Bułyszew (z lewej)

Bieg na dystansie 800 metrów mężczyzn był jedną z konkurencji rozgrywanych podczas VII Mistrzostw Europy w Belgradzie. Biegi eliminacyjne zostały rozegrane 13 września, półfinałowe 14 września, a bieg finałowy 15 września 1962 roku. Zwycięzcą tej konkurencji został reprezentant wspólnej reprezentacji Niemiec Manfred Matuschewski. W rywalizacji wzięło udział dwudziestu czterech zawodników z czternastu reprezentacji.

## Rekordy
| Rekord świata     | Peter Snell (NZL)     | 1:44,3 | Christchurch, Nowa Zelandia | 03.02.1962 |
| Rekord Europy     | Roger Moens (BEL)     | 1:45,7 | Oslo, Norwegia              | 03.08.1955 |
| Rekord mistrzostw | Lajos Szentgáli (HUN) | 1:47,1 | Berno, Szwajcaria           | 28.08.1954 |

## Wyniki

### Eliminacje
Bieg 1
| Miejsce | Zawodnik        | Czas   | Uwagi |
| ------- | --------------- | ------ | ----- |
| 1       | Norbert Haupert | 1:53,0 | Q     |
| 2       | Olavi Salonen   | 1:53,3 | Q     |
| 3       | Noel Carroll    | 1:53,9 |       |
| 3       | Klaus Widera    | 1:53,9 |       |
| 5       | Franz Bucheli   | 1:54,2 |       |

Bieg 2
| Miejsce | Zawodnik      | Czas   | Uwagi |
| ------- | ------------- | ------ | ----- |
| 1       | Sidney Purkis | 1:54,5 | Q     |
| 2       | Paul Schmidt  | 1:55,7 | Q     |
| 3       | Jan Kasal     | 1:55,7 |       |

Bieg 3
| Miejsce | Zawodnik          | Czas   | Uwagi |
| ------- | ----------------- | ------ | ----- |
| 1       | Walerij Bułyszew  | 1:51,0 | Q     |
| 2       | Volker Tulzer     | 1:51,0 | Q     |
| 3       | Francesco Bianchi | 1:51,3 |       |
| 4       | Gilbert Iundt     | 1:52,6 |       |

Bieg 4
| Miejsce | Zawodnik             | Czas   | Uwagi |
| ------- | -------------------- | ------ | ----- |
| 1       | Josef Odložil        | 1:51,8 | Q     |
| 2       | Manfred Matuschewski | 1:51,8 | Q     |
| 3       | Trevor Schofield     | 1:51,9 |       |
| 4       | Hugo Walser          | 1:56,8 |       |

Bieg 5
| Miejsce | Zawodnik          | Czas   | Uwagi |
| ------- | ----------------- | ------ | ----- |
| 1       | Abram Kriwoszejew | 1:58,5 | Q     |
| 2       | Anthony Harris    | 1:58,6 | Q     |
| 3       | Jaromír Šlégr     | 1:58,8 |       |
| 4       | Maurice Lurot     | 1:58,8 |       |

Bieg 6
| Miejsce | Zawodnik          | Czas   | Uwagi |
| ------- | ----------------- | ------ | ----- |
| 1       | Derek McCleane    | 1:50,8 | Q     |
| 2       | François Châtelet | 1:51,3 | Q     |
| 3       | Alberto Esteban   | 1:51,9 |       |
| –       | Joseph Lambrechts | DNF    |       |

### Półfinały
Półfinał 1
| Miejsce | Zawodnik             | Czas   | Uwagi |
| ------- | -------------------- | ------ | ----- |
| 1       | Olavi Salonen        | 1:51,6 | Q     |
| 2       | Manfred Matuschewski | 1:51,6 | Q     |
| 3       | Walerij Bułyszew     | 1:52,1 | Q     |
| 4       | Norbert Haupert      | 1:52,2 |       |
| 5       | François Châtelet    | 1:52,2 |       |
| 6       | Sidney Purkis        | 1:52,3 |       |

Półfinał 2
| Miejsce | Zawodnik          | Czas   | Uwagi |
| ------- | ----------------- | ------ | ----- |
| 1       | Paul Schmidt      | 1:50,0 | Q     |
| 2       | Derek McCleane    | 1:50,1 | Q     |
| 3       | Abram Kriwoszejew | 1:50,1 | Q     |
| 4       | Anthony Harris    | 1:50,2 |       |
| 5       | Josef Odložil     | 1:51,0 |       |
| 6       | Volker Tulzer     | 1:51,1 |       |

### Finał
| Miejsce | Zawodnik             | Czas   |
| ------- | -------------------- | ------ |
| 1       | Manfred Matuschewski | 1:50,5 |
| 2       | Walerij Bułyszew     | 1:51,2 |
| 3       | Paul Schmidt         | 1:51,2 |
| 4       | Olavi Salonen        | 1:51,2 |
| 5       | Derek McCleane       | 1:51,3 |
| 6       | Abram Kriwoszejew    | 1:51,5 |